# مزوزاه

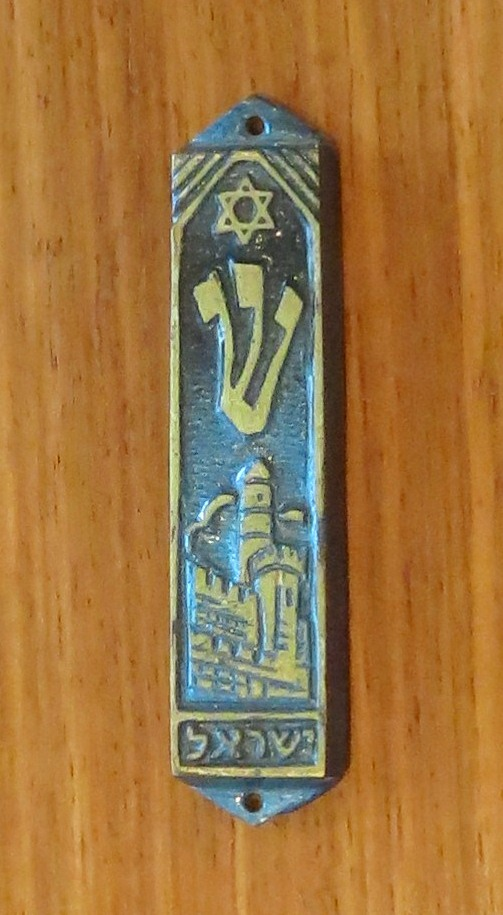
مزوزاه عبرية عليها حرف شين اي شداي التي تعني الله القوي

مزوزاه (بالعبرية: מְזוּזָה‏)  كلمة عبرية تعني بالعربية عضادة الباب تميل الآراء إلى أنها من أصل آشوري، وهي تميمة أو رقية تعلق على أبواب الأسر اليهودية، وتأتي هذه المزوزاه في الغالب على شكل صندوق خشبي أو حجري صغير مهيأ كي يوضع فيه رقاقة من جلد حيوان نظيف من الناحية الشعائرية اليهودية تلك الرقاقة أو الرقمة منقوش فيها بحبر لا يقبل الطمس الفقرتان الأوليان من الشماع أو شهادة التوحيد اليهودية، أما ظهر هذه الرقمة فمكتوب عليه كلمة واحدة هي «شدّاي» وهي إحدى أسماء الإله لدى اليهود، بحيث تظهر هذه الكلمة من ثقب صغير في الصندوق مواجهة عين الطارق.الجزء الخارجي من الصندوق ينقش عليه في الغالب الوصايا العشر أو نجمة داوود، تعلق الـ مزوزاه على الباب الخارجي للمنزل وكذا أبواب الحجرات، ويستثنى من ذلك المراحيض والاسطبلات والمخازن، وجرت العادة أن يقوم الشخص قبل الدخول من الباب بلمس الـ مزوزاه ثم يتبع ذلك بلثم يده.

## تفاصيل

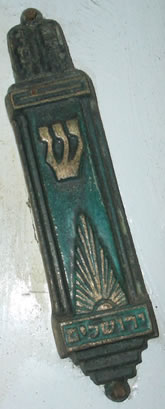
مزوزاه معدنية.

يستهدف اليهود من تلك التميمة تذكير أنفسهم بوحدانية الله ، وكذا تذكير أنفسهم بخروجهم من مصر حينما وضعوا على بيوتهم علامات مشابهة حتى يهتدي إليها في -ظنهم- الرب، ثم تشعب مفهوم استخدام تلك التميمة حتى أصبحت تقي من الخطيئة و تحصن البيت من الشيطان.ليست الأسر اليهودية هي المهتمة فقط بتعليق تلك التميمة على أبوابها، فحكومة اسرائيل كذلك تعلقها على أبواب مبانيها الحكومية وسفاراتها، كما علقتها أيضا على أبواب القدس بعد حرب 1967.